# Uwe Johnson
Uwe Johnson, född 20 juli 1934 i Cammin (i dag Kamień Pomorski, Polen), död 22 februari 1984 i Sheerness on Sea i England, var en tysk författare, tillika medlem av Gruppe 47. Johnsons huvudverk är Jahrestage som kom ut i fyra delar 1970–1983. För del 1 och 2 tilldelades han Georg Büchner-priset 1971.
Med sitt liv förlagt till först Östtyskland och sedan Västtyskland kom han att kallas "de båda Tysklands diktare". Han hämtade inspiration till sina böcker från relationerna mellan de tyska staterna och den tyska delningen.

## Biografi
Efter andra världskrigets slut flydde Uwe Johnson med familjen från Anklam till västra Mecklenburg. Fadern greps och fängslades i det sovjetiska fånglägret Fünfeichen, blev slutligen deporterad till Sovjetunionen där han dog 1946. Modern flyttade till Güstrow med Uwe Johnson och hans yngre syster Elke.
På 1950-talet studerade Uwe Johnson germanistik i Rostock och Leipzig. Hans politiska åsikter som gick emot statsmakten i DDR gjorde att han utestängdes i samband med Folkupproret i Östtyskland 17 juni 1953 men fick senare komma tillbaka. Sedan modern flytt till Västberlin 1956 stannade Johnson i DDR fram till 1959, då även han flydde till Västberlin.
Då hade hans bok Ingrid Babendererde. Reifeprüfung 1953 blivit refuserad av östtyska förlag samtidigt som debutromanen Mutmaßungen über Jakob getts ut av Suhrkamp Verlag. År 1962 var Johnson i Rom genom ett Villa Massimo-stipendium. Åren 1966-1967 arbetade han i New York och stannade ytterligare ett år för att arbeta med romanen Jahrestage via stöd från Rockefeller Foundation. Medlemmar ur Kommune 1 flyttade utan hans vetskap in i Johnsons arbetsvåning i februari 1967. I våningen planerades det så kallade puddingattentatet mot USA:s vicepresident Hubert H. Humphrey. Polisen tömde lägenheten på ockupanterna.
Från 1969 var Johnson medlem i Västtysklands PEN-centrum och Akademie der Künste i Västberlin, från 1972 som vicepresident i akademin. År 1970 kom den första delen i hans verk Jahrestage, som han kom att arbeta på fram till sin död. År 1971 följde den andra delen och 1973 den tredje delen. Den fjärde delen skulle dröja fram till 1983 eftersom han hade drabbats av en nästan tio år lång skrivkramp.
Från 1974 bodde Johnson i Sheerness on Sea på ön Sheppey i England. 1984 avled Johnson av hjärtproblem.